# 与田祐希

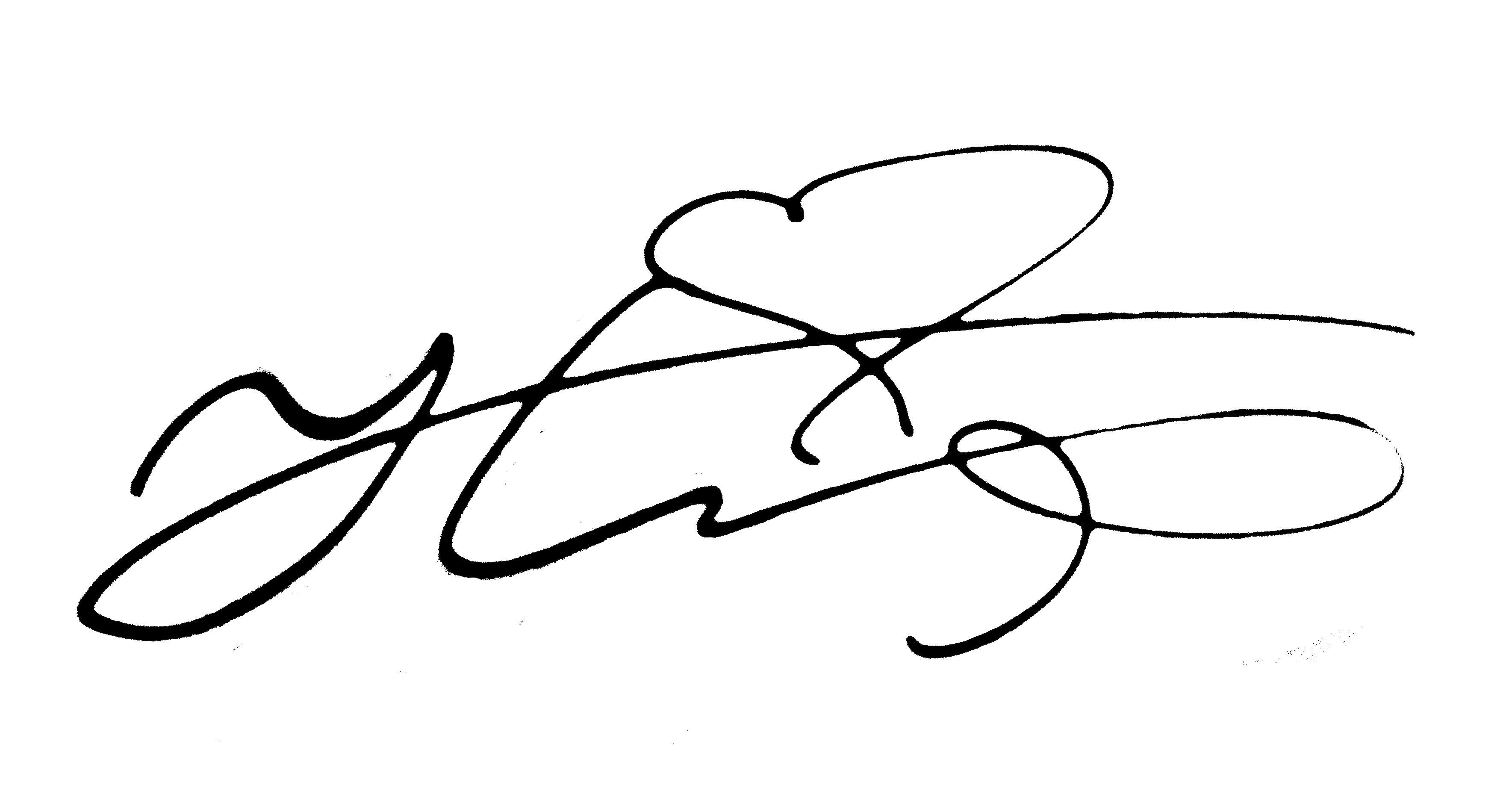
直筆サイン

与田 祐希（よだ ゆうき、2000年〈平成12年〉5月5日 - ）は、日本のタレント、女優、ファッションモデルであり、女性アイドルグループ乃木坂46の元メンバー、『MAQUIA』『bis』のレギュラーモデルである。福岡県福岡市出身。乃木坂46合同会社所属。

## 来歴
2000年（平成12年）5月5日生まれ。名前の「祐希」は父親と母親の名前を合体させて名付けられた。
上京するまでは福岡市東区の志賀島で育った。家の目の前に小学校はあったが、あえてバスで30分ほどのところにある小さな小学校に通った。当時の全校生徒は21人で、うち同級生は4人。小学生のころは活発で、海に行って魚を獲ったり、山に行って木に登っては落ちたり、ミミズを集めた数を競い合うような子供だったと本人は振り返っている。また憧れていた先輩に誘われ、ダンス（ヒップホップダンス）を4年間習っていた。
小学校卒業後は地元の中学校に通う。中学2年生の終わりまでテニス部に所属していた。部員が女子しかおらず、友達とアイドルの曲を歌ったり踊ったりしていたことからアイドルに興味をもち、乃木坂46が好きになった。
中学校卒業の時期には周りの同級生は目標を持っているにもかかわらず、自分は将来像が描けないということで悩んだが、そのころに乃木坂46の3期生オーディションが行われるのを知った。アイドルが好きで、やってみたい気持ちがあったため、受けなかったら後悔すると思い、ダメ元で応募した。

### 乃木坂46
2016年（平成28年）9月4日、乃木坂46の3期生オーディションに合格。オーディションではヘンダーソンの「石焼き芋の歌」を歌ったほか「SHOWROOM部門」ではエントリーナンバー9番として配信を行った。合格発表後、LINE LIVEで「乃木坂46 3期生決定スペシャル」が生配信され、合格発表と同時に乃木坂46での活動を開始。出版社コラボレーション特別企画賞で「BRODY」（白夜書房）、「OVERTURE」（徳間書店）、「B.L.T.」（東京ニュース通信社） の特別賞を受けた。同年12月10日に日本武道館で開催された「乃木坂46 3期生『お見立て会』」でファンに初披露され『裸足でSummer』でセンターポジションに立った。同年12月19日、乃木坂46 3期生ブログが開設された。当時のブログは3期生が1日に1名ずつのリレー形式となっており、与田は12月30日より12日ごとにブログを書いていた。
2017年（平成29年）2月2日から12日にかけて、3期生初公演となる『3人のプリンシパル』が15公演実施され、3役を制覇した。同年5月9日から14日にかけて、3期生初の単独ライブとなる「乃木坂46 三期生単独ライブ」が8公演実施され、多くの曲でセンターポジションを務めた。同年7月10日放送の『乃木坂工事中』において、18thシングル『逃げ水』で大園桃子とともに初選抜にして初のセンターを務めることが発表された。同年8月11日よりゼビオアリーナ仙台で開催された『真夏の全国ツアー2017』宮城公演で、1st写真集が11月28日に発売されることがサプライズ発表という形でステージ上で与田に知らされ、カメラマンの前康輔が登壇し、その場で写真集の「公開撮影」が行われた（後に12月26日に発売延期）。同年11月22日、木ドラ25『モブサイコ100』（2018年1月19日 - 、テレビ東京）に主人公モブの幼馴染・高嶺ツボミ役で出演することが発表された。同年12月26日、1st写真集『日向の温度』（幻冬舎）を発売。写真集はオリコン2018年上半期BOOKランキングの写真集部門で7位、同年間BOOKランキングの写真集部門で10位を獲得し、推定累計売上約6万6000部、累計発行部数約10万9000部を記録した。
2018年（平成30年）2月22日、乃木坂46公式サイトで与田の個人ブログが開設される。
2020年（令和2年）3月4日、第6回カバーガール大賞の「エンタメ部門」を受賞。同年3月10日、2nd写真集『無口な時間』（光文社）を発売。オリコン週間BOOKランキングと同写真集部門で1位となり、初週売上は13万部で歴代4位、女性ソロ写真集の初週売上でも歴代2位を記録した。発売から1年半で累計21万部に達し、6刷となる5度目の重版が決定した。同年11月30日、2ndソロ写真集の公式Instagramアカウントを個人のアカウントとして引き継ぐ形で運用を始めた。
2021年（令和3年）3月4日、第7回カバーガール大賞が発表され「エンタメ部門」において2年連続の受賞。
2022年（令和4年）6月『日経エンタテインメント!』の「タレントパワーランキング2022」において女性アイドル部門で13位になった。
2024年（令和6年）4月19日、大阪府池田市から池田市立五月山動物園で暮らすウォンバットの魅力を広めてもらう目的で「池田市ウォンバット応援大使」に任命された。
2025年（令和7年）1月5日、個人ブログで乃木坂46から卒業することを発表した。同年2月3日に、自身がセンターを務める配信限定シングル『懐かしさの先』がリリースされた。同年2月12日に3rd写真集『ヨーダ』（光文社）を発売。同写真集は週間売上8.2万部を記録し、同年2月21日付のオリコン週間BOOKランキングと同写真集部門で1位を獲得した。同年2⽉22日・23⽇にみずほPayPayドーム福岡で卒業コンサートを開催し、DAY2公演では「逃げ水」で共に初センターを務めた同期で卒業生の大園桃子がサプライズ登場し同曲を披露、グループを卒業した。

### 乃木坂46卒業後
2025年（令和7年）4月18日、オフィシャルWEBサイト、X（旧ツイッター）アカウント、モバイルファンクラブが同時オープン。また「乃木坂46合同会社」に所属することも明らかにされた。

## 人物
愛称は、よだちゃん、与田ちゃん、よだっちょ、よだよだ。チャームポイントは茶色い目、声。家族構成は父、母、弟。キャッチフレーズは「ちっちゃいけど色気はあるとよ！」。
長所はやるときはやること。短所は要領が悪いこと。忘れ物が多く、注意力と記憶力がなく、抜けていると自称し、学校に筆箱と間違えて同じく黒色のリモコンを持っていったことがある、乃木坂46のレッスン初日には、同期である久保史緒里とともにレッスン場を間違えた上に帰りにシューズをレッスン場に置き忘れたり、レッスン着を持参し忘れたり、ペットボトルのフタを閉め忘れたり、すべての持ち物を忘れて美容院から帰ろうとしてしまったことがある。また、極度の方向音痴で、東京だけでなく、道が単純な地元でも迷ってしまうことがある。
AKB48メンバーの福岡聖菜、浅井七海、元メンバーの佐藤妃星とは、高校時代の同級生でクラスメイト。
高校時代は、地元にある満帆荘で仲居としてアルバイトをしていたことがある。

### 嗜好
好きな食べ物は焼き芋、もつ鍋、ケーキ、とんこつラーメン、お肉、フルーツ、クレープ、焼き鳥、おつまみ系、ジャガイモ、ブルーベリーヨーグルトスムージー。嫌いな食べ物は牛乳、キノコ類。好きな色は赤、ピンク系。クリスマスカラーの赤と緑の組み合わせが好き。好きな季節は秋で、理由は暑いのと寒いのが苦手で、花粉症であるから。なお花粉症は幼稚園に通っていた2歳から3歳ころに発症して、小学生のころには目が痒過ぎて血が出るほどだったとのこと。好きな数字は9。好きな曲は井上苑子「夢」。好きな本は『LARME』。好きな映画は『世界の中心で、愛をさけぶ』。好きなファッションブランドはdazzlin、Supreme La. La.、yohji yamamoto。好きな言葉は「自分がされて嫌なことは人にもしない」。好きなテレビ番組は『乃木坂工事中』『ミュージックステーション』。テンションが上がるのは絶叫マシーンに乗ったとき。

### 趣味
趣味は映画やドラマを観ること。また、動物に囲まれて育ったこともあってか動物が好き。実家には庭、その周りには丘や草むらがあり、庭では犬（たろう）、猫（ちび）、ウサギ2匹（どん・ぐり）などを飼っている。かつて飼っていたヤギ（メープル。あだ名はぶんぞう）は2016年12月29日に、飼い始めてから数か月で息を引き取ったが、その後新たなヤギ（シロップ。あだ名はごんぞう〈2022年2月14日死去〉）を飼い始めた。ヤギとの出会いについては「庭に草がたくさん生えていて、お母さんが『ヤギに食べてもらえたらいいね』といっていたら、ある日突然家にヤギがいた」と語っている。

### 特技
特技は一輪車に乗ること、誰とでも仲良くなれること、話を聞くこと、水泳。一輪車は「お見立て会」でも披露された。通っていた小学校の児童が少人数であったため、毎年運動会で全員での一輪車演技があり、その関係で小学1年生のころから一輪車を始めた。高学年のころは片足乗りやバックなどもしていた。スポーツは、小学校での一輪車、水泳5年間、スケート、中学の部活でのソフトテニスの経験があり、好きではあるものの、一輪車と水泳を除いてあまり得意ではない。スキップが出来なかったが、お見立て会で披露する「ガールズルール」のレッスンでなんとか習得した。しかし、その後の3人のプリンシパルで披露する「ぐるぐるカーテン」のレッスンでも苦しんだ。
2017年8月7日放送のテレビ番組『乃木坂工事中』の「18枚目シングルヒット祈願企画」で、ウミガメに会うためにスクーバダイビングのCカードライセンス（エントリーレベル）を取得した。
地元の川でイノシシに襲われたことがあり、イノシシと遭遇したときの対処方法を自分で習得した。

### 乃木坂46
サイリウムカラーは赤と緑。
憧れのメンバーは西野七瀬。目標にしている人は生田絵梨花と西野七瀬。乃木坂46で好きな曲は「光合成希望」、「羽根の記憶」、「悲しみの忘れ方」、「立ち直り中」。好きなミュージック・ビデオは「羽根の記憶」、「悲しみの忘れ方」、「立ち直り中」。
好きなところは衣装も歌もダンスも先輩もかわいいところ。
乃木坂46での仕事に対して「普通の高校生の当たり前を捨てるだけの価値がある世界だと思うので、一生懸命やっていきたい」と語っている。
同期で卒業生の大園桃子と仲が良く、ファンから「よだもも」と呼ばれている。

## 作品

### シングル
乃木坂46
- 三番目の風（2017年3月22日、SRCL-9376/7） - EAN 4547366297553。
- 逃げ水（2017年8月9日、SRCL-9489/97） - EAN 4547366319156。
- 女は一人じゃ眠れない（2017年8月9日、SRCL-9489/97） - EAN 4547366319156。
- ひと夏の長さより…（2017年8月9日、SRCL-9489/90） - EAN 4547366319156。
- 未来の答え（2017年8月9日、SRCL-9495/6） - EAN 4547366319194。
- 泣いたっていいじゃないか?（2017年8月9日、SRCL-9497） - EAN 4547366319187。
- 不眠症（2017年10月11日、SRCL-9572/80）  - EAN 4547366330311。
- 僕の衝動（2017年10月11日、SRCL-9578/9）  - EAN 4547366330359。
- シンクロニシティ（2018年4月25日、SRCL-9782/90） - EAN 4547366354140。
- トキトキメキメキ（2018年4月25日、SRCL-9788/9） - EAN 4547366354188。
- 言霊砲（2018年4月25日、SRCL-9790） - EAN 4547366354171。
- ジコチューで行こう!（2018年8月8日、SRCL-9913/21） - EAN 4547366369465。
- 空扉（2018年8月8日、SRCL-9913/21） - EAN 4547366369465。
- 自分じゃない感じ（2018年8月8日、SRCL-9915/6） - EAN 4547366369472。
- 地球が丸いなら（2018年8月8日、SRCL-9919/20） - EAN 4547366369502。
- あんなに好きだったのに…（2018年8月8日、SRCL-9921） - EAN 4547366369496。
- 帰り道は遠回りしたくなる（2018年11月14日、SRCL-9974/82） - EAN 4547366382037。
- キャラバンは眠らない（2018年11月14日、SRCL-9974/82） - EAN 4547366382037。
- 知りたいこと（2018年11月14日、SRCL-9982） - EAN 4547366382068。
- Sing Out!（2019年5月29日、SRCL-11186/94） - EAN 4547366406672。
- 平行線（2019年5月29日、SRCL-11190/1） - EAN 4547366406696。
- 夜明けまで強がらなくてもいい（2019年9月4日、SRCL-11260/8） - EAN 4547366418569。
- 僕のこと、知ってる?（2019年9月4日、SRCL-11260/8） - EAN 4547366418569。
- 僕の思い込み（2019年9月4日、SRCL-11268） - EAN 4547366418590。
- しあわせの保護色（2020年3月25日、SRCL-11460/8） - EAN 4547366444193。
- サヨナラ Stay with me（2020年3月25日、SRCL-11460/8） - EAN 4547366444193。
- 毎日がBrand new day（2020年3月25日、SRCL-11464/5） - EAN 4547366444216。
- 世界中の隣人よ（2020年5月25日）[89]
- Route 246（2020年7月24日）
- 僕は僕を好きになる（2021年1月27日、SRCL-11680/8） - EAN 4547366487244。
- 明日がある理由（2021年1月27日、SRCL-11680/8） - EAN 4547366487244。
- Wilderness world（2021年1月27日、SRCL-11680/1） - EAN 4547366487244。
- ごめんねFingers crossed（2021年6月9日、SRCL-11836/44） - EAN 4547366507270。
- 全部 夢のまま（2021年6月9日、SRCL-11836/44） - EAN 4547366507270。
- 大人たちには指示されない（2021年6月9日、SRCL-11836/7） - EAN 4547366507270。
- ざぶんざざぶん（2021年6月9日、SRCL-11838/9） - EAN 4547366507287。
- 君に叱られた（2021年9月22日、SRCL-11880/8） - EAN 4547366522303。
- 他人のそら似（2021年9月22日、SRCL-11888） - EAN 4547366522334。
- 最後のTight Hug（2021年11月5日）[90]
- Actually...（2022年3月23日、SRCL-12100/8） - EAN 4547366549058。
- 深読み（2022年3月23日、SRCL-12100/8） - EAN 4547366549058。
- 好きになってみた（2022年3月23日、SRCL-12108） - EAN 4547366549089。
- 好きというのはロックだぜ!（2022年8月31日、SRCL-12210/8） - EAN 4547366571950。
- 僕が手を叩く方へ（2022年8月31日、SRCL-12210/1） - EAN 4547366571950。
- パッションフルーツの食べ方（2022年8月31日、SRCL-12216/7） - EAN 4547366571998。
- ここにはないもの（2022年12月7日、SRCL-12330/8） - EAN 4547366590166。
- 銭湯ラプソディー（2022年12月7日、SRCL-12332/3） - EAN 4547366590173。
- 人は夢を二度見る（2023年3月29日、SRCL-12480/8） - EAN 4547366607307。
- 僕たちのサヨナラ（2023年3月29日、SRCL-12480/8） - EAN 4547366607307。
- おひとりさま天国（2023年8月23日、SRCL-12620/8） - EAN 4547366626612。
- 誰かの肩（2023年8月23日、SRCL-12620/1） - EAN 4547366626612。
- Monopoly（2023年12月6日、SRCL-12630/8） - EAN 4547366650990。
- 手ごねハンバーグ（2023年12月6日、SRCL-12634/5） - EAN 4547366651010。
- チャンスは平等（2024年4月10日、SRCL-12850/8） - EAN 4547366669053。
- チートデイ（2024年8月21日、SRCL-12950/8） - EAN 4547366693973。
- 歩道橋（2024年12月11日、SRCL-13070/8） - EAN 4547366716580。
- 乃木坂饅頭（2024年12月11日、SRCL-13074/5） - EAN 4547366716603。
- 雪が降る日にまた会おう（2024年12月11日、SRCL-13076/7） - EAN 4547366716627。
- 懐かしさの先（2025年2月3日）
- 100日目（2025年2月23日）

坂道AKB
- 国境のない時代（2018年3月14日、KIZM-90547/8） - EAN 4988003519797。
- 初恋ドア（2019年3月13日、KIZM-90615/6） - EAN 4988003543921。

### アルバム
乃木坂46
- 生まれてから初めて見た夢（2017年5月24日、SRCL-9437/44） - EAN 4547366307825。
- 今が思い出になるまで（2019年4月17日、SRCL-11140/7） - EAN 4547366401325。
- Time flies（2021年12月15日、SRCL-12020/30） - EAN 4547366534184。

### 映像作品
- 与田祐希（2017年3月22日） - EAN 4547366297553。
- NOGIBINGO!8（2018年3月16日） - EAN 4988021146821。
- 乃木坂46 5th YEAR BIRTHDAY LIVE 2017.2.20-22 SAITAMA SUPER ARENA（2018年3月28日） - EAN 4547366344523。
- 乃木坂46 真夏の全国ツアー2017 FINAL! IN TOKYO DOME（2018年7月11日） - EAN 4547366363999。
- モブサイコ100（2018年10月3日） - EAN 4988101200634。
- NOGIBINGO!9（2018年10月19日） - EAN 4988021147392。
- 舞台「ザンビ」（2019年5月31日） - EAN 4988021158602。
- 乃木坂46 6th YEAR BIRTHDAY LIVE 2018.07.06-08 JINGU STADIUM&CHICHIBUNOMIYA RUGBY STADIUM（2019年7月3日） - EAN 4547366411270。
- ドラマ「ザンビ」（2019年8月2日） - EAN 4988021148474。
- NOGIBINGO!10（2019年10月25日） - EAN 4988021148757。
- いつのまにか、ここにいる Documentary of 乃木坂46（2019年12月25日） - EAN 4988104123695。
- 乃木坂46 7th YEAR BIRTHDAY LIVE 2019.2.21-24 KYOCERA DOME OSAKA（2020年2月5日） - EAN 4547366438956。
- 与田工事中（2020年10月28日） - EAN 4547366474817。
- ぐらんぶる（2020年12月16日） - EAN 4548967445602, EAN 4548967445596。
- 乃木坂46 8th YEAR BIRTHDAY LIVE 2020.2.21-24 NAGOYA DOME（2020年12月23日） - EAN 4547366482812。
- NOGIZAKA46 Mai Shiraishi Graduation Concert 〜Always beside you〜（2021年3月10日） - EAN 4547366491104。
- ノギザカスキッツACT2 第1巻（2021年7月30日） - EAN 4988021718608, EAN 4988021140829。
- ノギザカスキッツACT2 第2巻（2021年10月22日） - EAN 4988021718615, EAN 4988021140836。
- 乃木坂46 9th YEAR BIRTHDAY LIVE 5DAYS（2022年6月8日） - EAN 4547366541441, EAN 4547366541465。
- 乃木坂スター誕生!2 第1巻（2022年7月22日） - EAN 4988021718974, EAN 4988021141550。
- 乃木坂46 真夏の全国ツアー2021 FINAL! IN TOKYO DOME（2022年11月16日） - EAN 4547366576009, EAN 4547366576016。
- 量産型リコ -プラモ女子の人生組み立て記-（2022年12月2日） - EAN 4907953260269, EAN 4907953260252。
- 乃木坂46 10th YEAR BIRTHDAY LIVE（2023年2月22日） - EAN 4547366594324, EAN 4547366594447。
- さ〜ゆ〜Ready?さゆりんご軍団ライブ/松村沙友理 卒業コンサート（2023年4月26日）[91]
- 生田絵梨花 卒業コンサート（2023年4月26日）[91]
- NOGIZAKA46 ASUKA SAITO GRADUATION CONCERT（2023年10月25日） - EAN 4547366631012, EAN 4547366631098。
- 量産型リコ  -もう1人のプラモ女子の人生組み立て記-（2023年12月6日） - EAN 4907953269583, EAN 4907953269576。
- 乃木坂46 11th YEAR BIRTHDAY LIVE 5DAYS（2024年2月21日） - EAN 4547366660128, EAN 4547366660135。
- MIZUKI YAMASHITA GRADUATION CONCERT（2024年10月2日） - EAN 4547366701180, EAN 4547366701227。
- 乃木坂46 12th YEAR BIRTHDAY LIVE（2025年2月12日） - EAN 4547366722253。
- YUUKI YODA GRADUATION CONCERT（2025年10月1日〈予定〉） - EAN 4547366762686, EAN 4547366762662。

## 出演

### バラエティ
- スカウトモンスターズ（2022年11月26日、日本テレビ）アシスタント[92]

### テレビドラマ
- モブサイコ100（2018年1月19日 - 4月6日、テレビ東京）ヒロイン・高嶺ツボミ 役[30]
- ザンビ（2019年1月24日 - 3月28日、日本テレビ）甲斐聖 役[93]
- 乃木坂シネマズ〜STORY of 46〜 第7話「嗚呼!素晴らしきチビ色の人生」（2020年3月4日、フジテレビ）主演[94][注 6]
- 日本沈没-希望のひと-（2021年10月10日 - 12月12日、TBS）山田愛 役[96]
- ほんとにあった怖い話 2021特別編「或る学校の七不思議」（2021年10月23日、フジテレビ）主演・飯田七海 役[97]
- 「量産型リコ」シリーズ （テレビ東京）主演・小向璃子 役
  - 量産型リコ -プラモ女子の人生組み立て記-（2022年7月1日 - 9月2日）[98]
  - 量産型リコ  -もう1人のプラモ女子の人生組み立て記-（2023年6月30日 - 9月1日）[99]
  - 量産型リコ -最後のプラモ女子の人生組み立て記-（2024年6月28日 - 8月30日）[100]

### Webドラマ
- 最愛のひと〜The other side of 日本沈没〜（2021年10月10日 - 12月12日、Paravi）主演・山田愛 役[101]
- あざとく、かわいく、したたかに～私のこと、かわいいだけだと思ってた?～（2025年6月11日、BUMP） - 栗原スイ 役[102]

### 映画
- ぐらんぶる（2020年8月7日[注 7][104]、ワーナー・ブラザース映画）ヒロイン・古手川千紗 役[105]
- OUT（2023年11月17日、KADOKAWA）ヒロイン・皆川千紘 役[106][107]

### CM
- ディップ
  - バイトル
    - 「新しい世界」篇、『学ぶ!未来の遊園地」篇（2017年8月17日 - ）[108]
    - 「がんばれ、バイトルズ！バイトーさん登場」篇（2021年11月8日 - ）[109]
- マウスコンピューター
  - 『m-Book B504H』「マウスバンド」篇（2017年11月20日 - ）[110]
  - 『m-Book B506H』「マウスバンド ピッタリでチュウ」篇（2018年6月21日 - ）[111]
  - 『Mouse Diner』「マウスダイナー ウェイトレス」篇（2018年11月20日 - ）[112]
- LINE 『LINE Clova』「LINE Clova 実験室 大なわとび篇」、「LINE Clova 実験室 大阪弁篇」（2018年6月28日 - ）[113]
- 明治 エッセル 『スーパーカップSweet's』「スイーツな帰り道（ショコラオランジュ）」篇（2018年12月10日 - ）[114]
- 日本赤十字社 平成31年『はたちの献血』キャンペーン「エール」篇（2019年1月1日 - 2019年2月28日）[115][116]
- ブルボン『フィットチーネグミグレープソーダ味』「迷ったら、ハズむほう。」篇（2019年2月25日）[117]
- ポケモン『ポケモンGO』「好きなようにGOしよう」篇（2019年8月1日）[118]
- 日本コカ・コーラ ファンタ「ファンタ坂学園 変顔ボトル」篇（2021年4月23日 - ）[119]
- スマートニュース「落書き」篇、「お弁当」篇、「テレパシー』篇、「英語の授業」篇（2021年2月16日 - ）[120]

### PV
- Thinking Dogs「愛は奇跡じゃない」（2018年3月14日、ソニーミュージックエンタテインメント）[121]

### ファッションショー
- GirlsAward
  - Tokyo Virtual Runway Live by GirlsAward vol.1（2020年6月27日、ABEMA独占生配信）[122]
  - Rakuten GirlsAward 2023 AUTUMN/WINTER（2023年9月30日、幕張メッセ）[123]
  - Rakuten GirlsAward 2024 SPRING/SUMMER（2024年5月3日、国立代々木競技場第一体育館）[124]
  - Rakuten GirlsAward 2024 AUTUMN/WINTER（2024年10月19日、幕張メッセ）[125]
  - Rakuten GirlsAward 2025 SPRING/SUMMER（2025年5月3日、国立代々木競技場第一体育館）[126]
- 東京ガールズコレクション
  - 第33回 マイナビ 東京ガールズコレクション 2021 AUTUMN/WINTER（2021年9月4日、オンライン）[127]
  - 第34回 マイナビ 東京ガールズコレクション 2022 SPRING/SUMMER（2022年3月21日、国立代々木競技場第一体育館）[128]
  - CREATEs presents TGC KITAKYUSHU 2023 by TOKYO GIRLS COLLECTION（2023年10月7日、西日本総合展示場新館）[129]
  - oomiya presents TGC WAKAYAMA 2024 by TOKYO GIRLS COLLECTION（2024年2月3日、和歌山ビッグホエール）[130]
  - 第38回 マイナビ 東京ガールズコレクション 2024 SPRING/SUMMER（2024年3月2日、国立代々木競技場第一体育館）[131]

### イベント
- 超・乃木坂スター誕生! LIVE（2023年12月17日、国立代々木競技場 第一体育館）先輩ゲスト[132]

## 書籍

### 写真集
- 日向の温度（2017年12月26日、幻冬舎）[133][注 8]
- 無口な時間（2020年3月10日、光文社）[134][注 9][41]
- ヨーダ（2025年2月12日、光文社）[135][136]

### 雑誌連載
- bis（2019年6月1日 - 、光文社）レギュラーモデル[137]
- MAQUIA（2019年7月22日 - 、集英社）レギュラーモデル[137]